# Bernard Lafont
Pour les articles homonymes, voir Lafont.
Bernard Lafont, né le 20 août 1936 à Alger (Algérie), est un homme politique français.

## Détail des fonctions et des mandats
Mandat parlementaire
- 22 avril 1977 - 2 avril 1978 : Député de la 3e circonscription du Var